# Джеймс Франк
Джеймс Франк (на немски: James Franck) е германски физик, носител на Нобелова награда за физика за 1925 година. Основните му експерименти са в областта на квантовата механика и потвърждаване модела на атома на Бор.

## Биография
Роден е на 26 август 1882 година в Хамбург, Германия. През 1933 година, след завземането на властта в Германия от нацистите, заминава за САЩ, където работи известно време в университета „Джонс Хопкинс“ в Балтимор, а по-късно в Чикаго.
Участва в проекта Манхатън за създаването на атомната бомба. Известен е най-вече с доклада си до тогавашния министър на отбраната Хенри Стимсън, в който се посочва невъзможността да се запази за дълго монопола върху атомните оръжия и се описва опасността от употребата на тези оръжия без предварителни изпитания в пустинята.
Умира на 21 май 1964 година в Гьотинген, Германия.